# Залог при Шемпетру
Залог при Шемпетру (словен. Zalog pri Šempetru) је насељено место у општини Жалец, Савињска регија, Словенија.

## Историја
До територијалне реорганизације у Словенији био је у саставу старе општине Жалец.

## Становништво
У попису становништва из 2011. године, Залог при Шемпетру је имао 91 становника.
| Број становника према пописима | Број становника према пописима | Број становника према пописима |
| ------------------------------ | ------------------------------ | ------------------------------ |
| 1991                           | 2002                           | 2011                           |
| 89                             | 95                             | 91                             |

Напомена: До 1953. исказивано под именом Залог.